# دوكسيسايكلين
دوكسيسايكلين (بالإنجليزية: doxycycline). مستحضر دوائي من فئة التتراسيكلينات يستخدم كمضاد حيوي واسع الطيف ضد مجموعة معينة من الجراثيم.

## الأثر الطبي
دوكسيسايكلين مضاد حيوي يوقف نمو الجراثيم له تأثير واسع مشتق من أوكسي تتراسكلين. ويعمل عن طريق تثبيط تصنيع البروتين في البكتيريا.
وأيضا يعالج امراض السرطان بما فيها سرطان الثدي

## دواعي الاستعمال
يستعمل في معالجة الالتهابات الناتجة عن أصناف من الكائنات الحية الدقيقة مثل: ريكتسيا، مايكوبلازما، بروسيلا، للبكتيريا الموجبة. والسالبة تفاعل غرام.
وهذه الالتهابات تشمل:
- التهاب اللوزتين والبلعوم والجيوب الأنفية.
- التهاب الجهاز التنفسي.
- التهابات الجهاز البولي.
- حمى التيفوس.
- التهابات ما حول الأسنان.
- حمى لدغة القرادة الإفريقية.
- للعلاج والوقاية من: الجمرة الخبيثة، الملاريا، الوردية، حب الشباب.

## موانع الاستعمال
- الحساسية للتراسكلينات.
- الحوامل.
- المرضعات.

## الاحتياطات
- قد يسبب تغير لون الاسنان بشكل دائم عند الأطفال.
- قد تحدث حساسية ضوئية عند استخدامه.

## الأثار الجانبية
- اضطرابات بالجهاز الهضمي (غثيان، اقياءات، اسهال، صعوبة في البلع، تهيج المري).
- تفاعلات تحسسية بالجلد.
- رائحة كريهة متصلة بإفرازات المهبل عند الإناث.
- متفرقات (فقدان حاسة الشم، ارتفاع الضغط داخل الجمجمة).

## التفاعلات الدوائية
- تقلل الأدوية التالية من امتصاصه عبر الجهاز الهضمي: مضادات الحموضة التي تحتوي على أملاح الألمنيوم والكالسيوم والمغنيسيوم. كذلك مستحضرات الحديد والزنك والبزموت.
- يقل امتصاصه مع استعمال مع الطعام وتناول الحليب ومشتقاته.
- عند مشاركته مع مضادات التخثر فينصح بتقليل الجرعة لأنه يسبب نقص في نشاط البروثرومبين بالدم.

## الجرعات
يُنصح بتناول الدوكسيسايكلين مع وجبة العشاء، قبل النوم بساعة على الأقل، مع كمية كبيرة من الماء ويكون المريض في وضعية الجلوس، حيث أن الأقراص تعلق بسهولة في المريء حيث يمكن أن تسبب تقرحات (عادةً ما تكون حميدة ولكنها مؤلمة)، وكذلك عدم الاستلقاء بعد تناول الكبسولة لمدة نصف ساعة.
- الجرعة المعتادة لليوم الأول: 200 ملغ.
- الالتهابات الشديدة: 1000 ملغ (أي غرام كامل) يومياً.
- التهابات الحوض: 100 ملغ/يوم لمدة 14 يوم.
- الحالات المبكرة لمرض الزهري: 100 ملغ/مرتين يومياً لمدة 14 يوم، وللزهري الكامن: 200 ملغ/مرتين يومياً مدة 28 يوم.
- اصابات السيلان غير المضاعف والتهاب الاحليل غير السيلاني: 100 ملغ/مرتين يومياً لمدة 7 أيام.
- الجمرة الخبيثة: 100 ملغ/مرتين باليوم.
- الحمى الراجعة والتيفوس: 100 ملغ أو 200 ملغ كجرعة وحيدة.
- حب الشباب 50 ملغ/يوم.
- البروسيلا: 100 ملغ / مرتين يومياً لمدة 45 يوم، ويستخدم معه حقنة ستربتومايسين مرة في اليوم لفترة 2-3 أسابيع.

## الشكل الصيدلاني

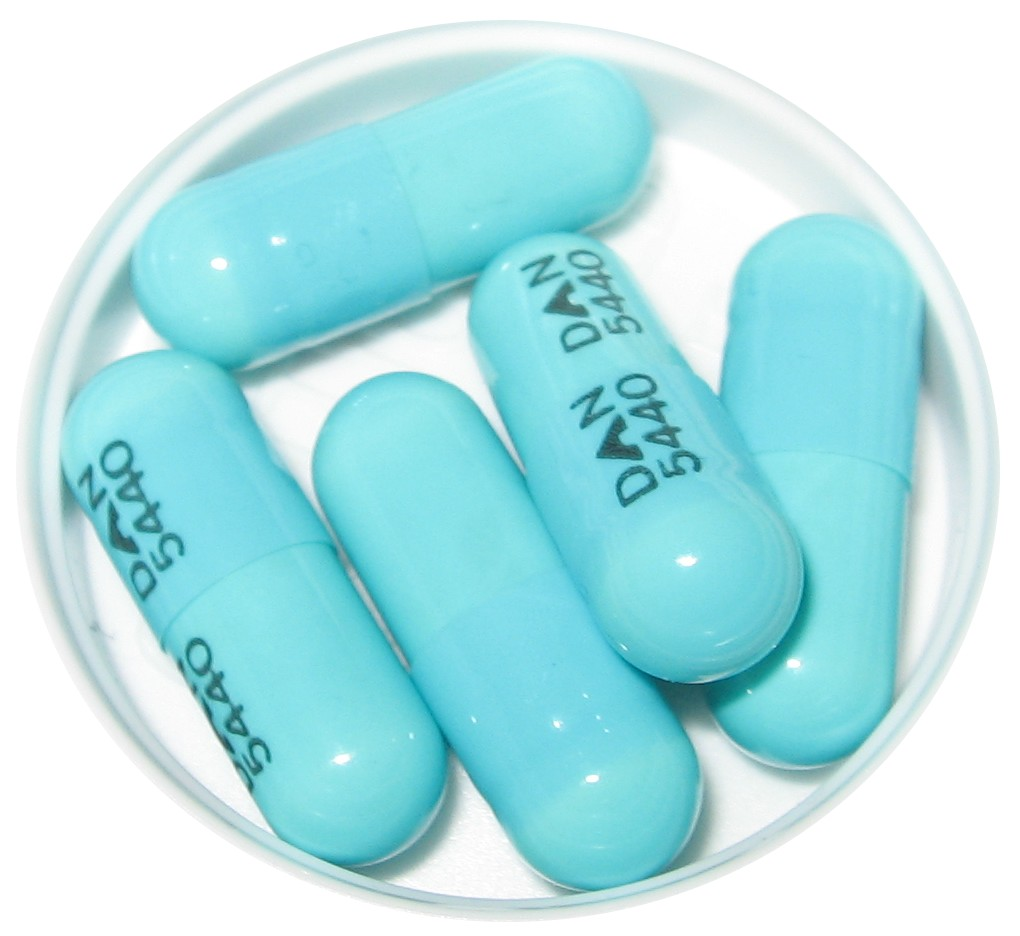
صور لحبوب الدوكسيسايكلين عيار 100ملغ

كبسولات عيار 100 ملغ.